# Kings of Leon
Kings of Leon — рок-гурт з Нашвіллу, США. Складається з братів Калеба, Натана та Джареда Фолловілла, а також їхнього кузена Метью Фолловіла.
Напочатку музика гурту була міксом саузерн-року та блюзу, проте згодом, звучання гурту поступово почало охоплювати різні жанри року та ставало більш альтернативним. Kings of Leon здобули перший успіх у Великій Британії, де їхні сингли потрапляли до чарту «Top 40 singles», двічі номінувалися на «BRIT Awards» у 2008, а перші три альбоми досягали п'ятірки найкращих в чарті «UK Albums Chart». Їхній третій альбом, «Because of the Times», посідав перше місце в чарті «UK Albums Chart». Після виходу альбому «Only by the Night», у вересні 2008 року, гурт став популярний і в США. Сингли «Sex on Fire», «Use Somebody» та «Notion» посідали перші місця в чарті «Hot Modern Rock Tracks». Альбом вперше став платиновим для гурту на території США та найкраще продаваним у 2008 році на території Австралії. Гурт 12 раз номінувався на Grammy Award, включаючи 4 перемоги.

## Склад
- Калеб Фолловілл — вокал, гітара;
- Метью Фолловілл — електронна гітара;
- Джаред Фолловілл — бас-гітара;
- Натан Фолловілл — ударні.

## Дискографія

### Студійні альбоми
- 2003 — Youth and Young Manhood
- 2004 — Aha Shake Heartbreak
- 2007 — Because of the Times
- 2008 — Only by the Night
- 2010 — Come Around Sundown
- 2013 — Mechanical Bull
- 2016 — WALLS
- 2021 — When You See Yourself
- 2024 — Can We Please Have Fun